# Sharp MZ 40K
Sharp MZ 40K (MZ 40K) је кућни рачунар фирме Шарп (Sharp) који је почео да се производи у Јапану током 1978. године.
Користио је 4-битну Fujitsu MB-8843 микропроцесорску јединицу а RAM меморија рачунара је имала капацитет од 512 ријечи x 4 бита.

## Детаљни подаци
Детаљнији подаци о рачунару MZ 40K су дати у табели испод.
|                       |                                                |
| [ 1 ]                 |                                                |
| Произвођач            | Шарп                                           |
| Тип                   | кућни рачунар                                  |
| Меморија              | 512 ријечи x 4 бита                            |
| Поријекло             | Јапан                                          |
| Година                | 1978                                           |
| Тастатура             | механичка хексадецимална тастатура, 22 тастера |
| Процесор              | 4-битни                                        |
| Фреквенција процесора |                                                |
| RAM                   | 512 ријечи x 4 бита                            |
| ROM                   | 1 (у централном процесору)                     |
| Текст                 |                                                |
| Графика               |                                                |
| Боја                  |                                                |
| Звук                  | уграђени звучник                               |
| Димензије             | 275 x 280 x 50 . Тежина: 730 .                 |
| Портови               |                                                |
| Оперативни систем     |                                                |